# Kitty at Boarding School
Kitty at Boarding School è un cortometraggio muto del 1912.

## Produzione
Il film fu prodotto dalla Edison Manufacturing Company.

## Distribuzione
Distribuito dalla General Film Company, il film - un cortometraggio di 180 metri - uscì nelle sale cinematografiche degli Stati Uniti il 21 ottobre 1912. Nel Regno Unito, venne distribuito il 18 gennaio 1913.
Nelle proiezioni, veniva programmato con il sistema dello split reel, accorpato in un'unica bobina con un altro cortometraggio prodotto dalla Edison, la commedia Mother Goose in a Sixteenth Century Theatre.